# Жіноче здоров'я

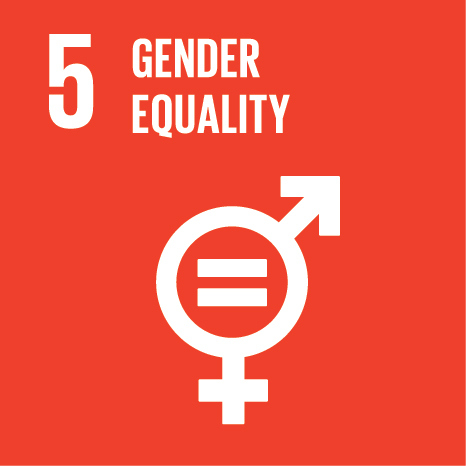
Ціль 5 сталого розвитку: Гендерна рівність

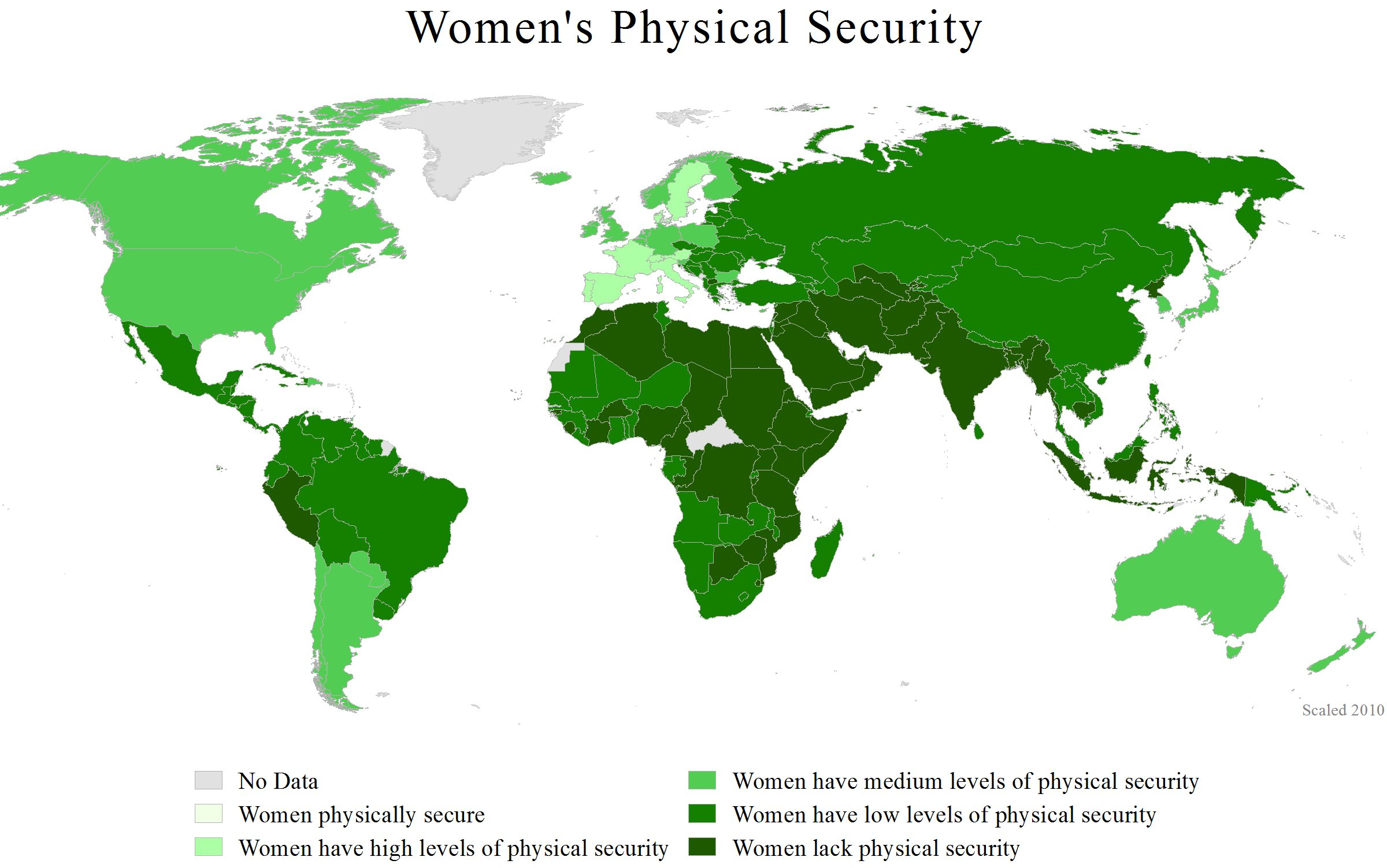
Рівень фізичної безпеки жінок, 2011

Здоров'я жінок (англ. Women's health) — стан фізичного, психічного та соціального добробуту, а не просто відсутність захворювань чи вад здоров'я жінок та дівчат, численні аспекти котрого, а також досвід здоров'я та хвороб відрізняється від чоловічого через соціальні та біологічні причини. Здоров'я жінок ширше за репродуктивне, адже, крім проблем менструальності й менопаузи, раків репродуктивної системи, ризиків вагітності, побічних дій контрацепції, небезпечних абортів та пологів, жінки мають більше хронічних проблем нерепродуктивного здоров'я (як-от раки, серцево-судинні та психічні розлади, діабет, анемія, остеопороз, хвороба Альцгеймера, автоімунні порушення). Сучасні вчені (з 2020-х) замість «жіночого здоров'я» надають перевагу терміну «здоров'я жінок», що описує загальний стан здоров'я жінок та дівчат. За даними ВООЗ, надмірний акцент на репродуктивному здоров'ї став основним бар'єром на шляху забезпечення доступу до якісної медичної допомоги для всіх жінок.
За висновками ВООЗ, хоча біологія позначається на здоров'ї жінок, на нього значніше впливають соціальні фактори, такі як глобальна гендерна нерівність, фемінізація бідності, зайнятість та неоплачувана хатня робота, насильство проти жінок, гендерні стереотипи (як-от менструальні табу, традиції цноти) та мізогінні культурні практики (калічення вульви, сухий секс, примусове годування наречених), особливо в країнах, що розвиваються.
Попри те, що нині в розвинених країнах жінки живуть довше за чоловіків, у багатьох галузях медицини розвинених країн жінки та дівчата досі стикаються з більш ранніми та важчими захворюваннями з гіршими наслідками, ніж чоловіки. Жіноче здоров'я описане в медицині як «клаптикова ковдра із прогалинами». Проблеми здоров'я жінок також стосуються медичних ситуацій, пов'язаних не з біологією жінок, а з гендерною нерівністю, такими як дискримінація в доступі до медичного лікування. Здоров'я жінок викликає особливе занепокоєння через широку їх дискримінацію у світі, що позбавляє жінок та дівчат добробуту.
Насильство проти жінок, зокрема репродуктивне, сексуальне та домашнє, варіює від феміциду (селективні аборти, убивства честі) до репродуктивного тиску (див. Небезпечні аборти). Деякі практики є чи були традиційними (каро-карі, смерть за посаг, інфібуляція, бинтування ніг) або й інституціоналізованими (примусова стерилізація). Побічні ефекти та ускладнення контрацепції, небажана вагітність, зґвалтування, боротьба за доступ до абортів, кримінальні аборти створюють для жінок та дівчат значні ризики.
Загалом жінки більше потребують охорони здоров'я і водночас мають до неї гірший доступ, ніж чоловіки. Історично недопредставлені у соціальній та економічній владі, що обмежує їхній доступ до життєвих потреб, зокрема до розробки програм профілактики, контрацепції, захисту та стандартів, жінки також недостатньо репрезентовані у наукових дослідженнях, що стримує прогрес у цьому питанні.
Питання здоров'я жінок піднімаються феміністичним рухом, особливо там, де йдеться про захист від насильства та репродуктивне здоров'я та права. Міжнародний фемрух відповідає за більшу частину прийняття порядку денного для поліпшення жіночого здоров'я. У 2015 році ВООЗ визначила 10 основних питань жіночого здоров'я: рак, репродуктивне здоров'я, здоров'я матері, вірус імунодефіциту людини, інфекції, що передаються статевим шляхом, насильство проти жінок, психічне здоров'я, неінфекційні хвороби, юність та старіння.

## Стислий огляд
Навіть у розвинених країнах вагітність та пологи є значним ризиком для жінок: материнська смертність становить понад 250 000 смертей на рік (з великим розривом між країнами, що розвиваються, та розвинутими). При цьому супутня патологія нерепродуктивних захворювань, таких як серцево-судинні, сприяє смертності та захворюваності, зокрема, на гестоз. Хвороби, що передаються статевим шляхом, мають серйозні наслідки для жінок та немовлят: передавання мати-дитина призводить до мертвонародження та смертності новонароджених, а запальні захворювання жіночих геніталій — до безпліддя. Побічні ефекти та ускладнення контрацепції, небажана вагітність, зґвалтування, боротьба за доступ до абортів, небезпечні аборти та інші форми насильства проти жінок створюють для жінок та дівчат значні ризики.
Хоча показники провідних причин смерті: серцево-судинних захворювань, раку та хвороб легенів однакові за статтю, жінки мають відмінний від чоловічого досвід. Рак легенів як причина смертності обігнав інші типи раку у жінок, другим є рак молочної залози, рак прямої кишки, яєчників, матки та шийки матки. Хоча куріння є основною причиною раку легенів, серед жінок, що не палять, ризик його розвитку втричі більший, ніж серед чоловіків, що не палять. Рак молочної залози залишається найпоширенішим видом раку серед жінок у розвинених країнах і є одним із найважливіших хронічних захворювань жінок. Рак шийки матки залишається одним із найрозповсюджених раків у країнах, що розвиваються, хоча вакцина проти ВПЛ разом із диспансеризацією можуть обмежувати рак шийки.
Важливою перешкодою на шляху до покращення здоров'я жінок є недостатня репрезентація питань здоров'я жінок у наукових дослідженнях, зокрема, виключення жінок з клінічних досліджень. Багато препаратів, які призначають жінкам, ніколи не тестувались для жінок репродуктивного віку, а також існує відносна нестача основних досліджень жіночого здоров'я. Самок також часто виключають із клінічних досліджень. Найжорсткіша дискримінація в доступі до участі в дослідженнях для вагітних жінок. Це становить загрозу для застосування доказової медицини серед жінок і компрометує надання допомоги як жінкам, так і чоловікам.
Низка медичних спільнот, серед яких Товариство досліджень жіночого здоров'я в США, підтримують ширше визначення замість специфічних для жіночої анатомії тем, включаючи сфери, де існують біологічні відмінності між жінками та чоловіками.
Гендерні відмінності та реакції на лікування у багатьох сферах здоров'я особливо важливі. Значна частина доступної інформації надходить із розвинутих країн, від яких країни, що розвиваються, значно різняться роллю жінок та станом їх здоров'я.

### Рівні смертності та тривалість життя
Тривалість життя жінок більша за чоловічу, а рівень смертності нижчий протягом усього життя, незалежно від раси та регіону, через рідшу ризиковану поведінку (куріння, алкоголь та наркотики, акуратне водіння, менше виробничих травм, регулярні медичні скринінги).
Однак історично жінки помирали частіше, головним чином при пологах. У розвинутих країнах розрив зменшився після промислової революції. Основна різниця середньої тривалості життя жінок між розвиненими країнами та тими, що розвиваються, досі пролягає у репродуктивному віці. Якщо жінка переживає цей період, відмінності стають менш помітними, оскільки в подальшому житті неінфекційні хвороби стають основними причинами смерті жінок у всьому світі, при цьому смертність від серцево-судинних захворювань становить 45 % жінок старшого віку, потім рак (15 %) та захворювання легенів (10 %). Це створює додаткове навантаження на ресурси країн, що розвиваються.
Провідні причини смерті в США для чоловіків та жінок схожі — на хвороби серця припадає чверть усіх смертей, потім рак, захворювання легенів та інсульт. Жінки рідше гинуть від ненавмисних травм та самогубств, проте частіше від деменції. Зміна способу життя та культурні чинники, які сприяють зростанню розміру тіла, сприяють зростанню проблем із ожирінням та діабетом серед жінок, збільшують ризики серцево-судинних захворювань та інших неінфекційних хвороб.
Соціально маргіналізовані жінки частіше за немаргіналізованих помирають у молодшому віці. Жінки з наркозалежністю, бездомні, проституйовані та/або ув'язнені живуть значно менше за інших жінок. У будь-якому віці жінки в цих стигматизованих групах помирають приблизно в 10-13 разів частіше, ніж інші жінки того ж віку.

## Фактори
Здоров'я жінок залежить від глобальних соціальних факторів. ВООЗ соціальною детермінантою здоров'я визначає гендер. Хоча біологія позначається на здоров'ї жінок, на них значніше впливають соціальні умови, такі як глобальна гендерна нерівність, насильство проти жінок, фемінізація бідності, зайнятість та неоплачувана репродуктивна робота, а також гендерні стереотипи та мізогінні культурні практики.

### Гендерна нерівність та стереотипи
Зазвичай жінки мають недостатні економічні, соціальні статус та владу, що зменшує їх доступ до життєвих потреб, зокрема охорони здоров'я, попри нещодавні покращення в західних країнах. Гендерний розрив у здоров'ї ще гостріший у країнах, що розвиваються.
Жінки протягом всього життя стикаються з питаннями, пов'язаних не тільки зі сферою гінекології, при цьому жінки та дівчатка недопредставлені в клінічних дослідженнях, зокрема, у дослідженнях ефективності медичних препаратів.
Попри успіхи у доступі до медичної допомоги, жінок дискримінують в її отриманні: цей процес Айріс Янг назвала «внутрішньою ізоляцією», на відміну від «зовнішньої ізоляції».
Відмінностями в поведінці жінки знижують ряд ризиків для себе, зокрема: менше за чоловіків ризикують, менше споживають тютюну, алкоголю та наркотиків, зменшуючи ризик смертності від супутніх захворювань, включаючи рак легенів, туберкульоз та цироз. Інші фактори ризику, які є нижчими для жінок, включають аварії на транспортних засобах. Жінки мають менше виробничих травм, хоча це, ймовірно, може змінитися, як і ризик травм чи смерті на війні. Рівень самогубств серед жінок нижчий.
Соціальний погляд на здоров'я у поєднанні з визнанням того, що стать є соціальною детермінантою здоров'я, привів до створення першого Центру охорони здоров'я жінок імені Лейхгардта (1974, Австралія), що став прикладом підходу до охорони здоров'я жінок та до надання послуг у цій галузі.

### Біологічні фактори
На додаток до гендерної нерівності, особливі хвороботворчі процеси, однозначно пов'язані з жіночою статтю, створюють специфічні проблеми як у профілактиці, так і в охороні здоров'я, центрованих на чоловіках. Жінки та чоловіки відрізняються хромосомним складом, білковими генетичними продуктами, геномним імпринтингом, експресією генів, сигнальними шляхами та гормональним середовищем. Все це вимагає обережності при екстраполяції інформації, отриманої від біомаркерів від чоловіків, до жінок. Дослідження демонструють значні біологічні відмінності між статями у рівнях сприйнятливості, симптомах та реакції на лікування у багатьох основних галузях здоров'я.
- Наприклад, через гомеостаз жінки чутливіші до коливань температури, в середньому температура їх тіла нижча[26].
- Хвороби серця, остеопороз, рак, депресія та деменція проявляються у жінок інакше, ніж у чоловіків[3][27].
- Жінки метаболізують багато препаратів, наприклад, ліки від депресії, інакше, ніж чоловіки.
- Жінки більше схильні до інфекцій сечових шляхів.

Жінки особливо вразливі в молодому та літньому віці: молоді жінки та підлітки змушені переживати ризики сексуального насильства, вагітності та підпільних абортів, а жінкам літнього віку часто бракує ресурсів, порівняно з чоловіками-однолітками, на додаток вони ризикують мати деменцію, зіткнутись із жорстоким поводженням та, як правило, погано почуваються.

### Сексуальна освіта
Проблеми репродуктивного та сексуального здоров'я жінок потребують системної сексуальної освіти, щоб безпечно інформувати усіх людей про статеве дозрівання, жіночу анатомію та фізіологію, жіночу сексуальність, меструальність та менопаузу, безпечний секс, інфекції, що передаються статевим шляхом, культуру згоди, контрацепцію, вагітність, пологи та їх ускладнення, гінекологічні захворювання, зокрема, репродуктивні раки.

### Дослідження жінок у медицині

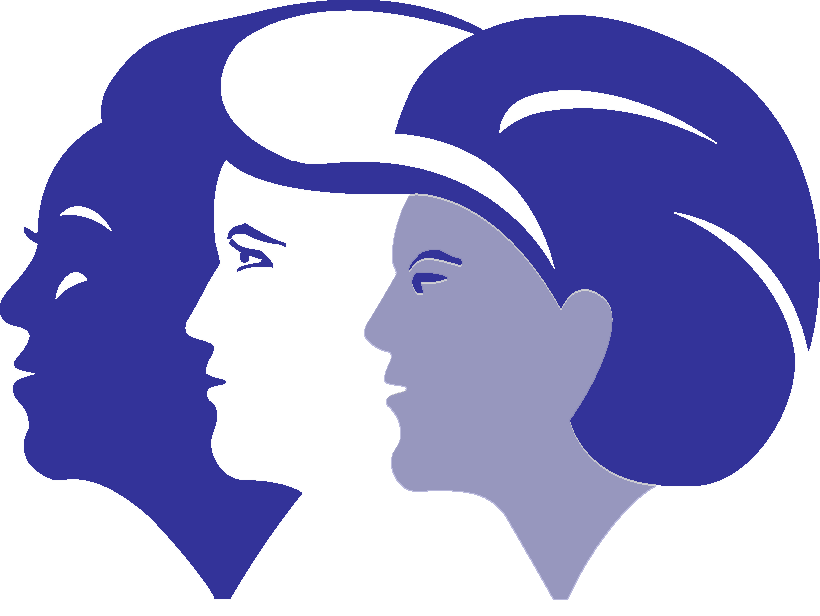

Феміністки США 1980-х років привернули увагу до відносної нестачі основних досліджень жіночого здоров'я.
У відповідь на це Національний інститут охорони здоров'я створив Управління досліджень здоров'я жінок (ORWH) у 1990 р. для усунення несправедливості. Наступним етапом було конкретне фінансування широкомасштабних епідеміологічних досліджень та клінічних випробувань, зосереджених на здоров'ї жінок, таких як Ініціатива жіночого здоров'я (1991), найбільше дослідження профілактики захворювань, проведене в США. Її роль полягала у вивченні основних причин смерті, інвалідності та слабкості у літніх жінок.
Дослідження є пріоритетними з точки зору покращення здоров'я жінок. Потреби досліджень охоплюють захворювання, притаманні лише жінкам, більш серйозні у жінок та такі, що відрізняються за факторами ризику у жінок. Баланс статі в дослідженнях повинен бути дотриманий належним чином, щоби дозволити аналіз, який виявить взаємодію між статтю та іншими факторами. Однак був досягнутий поступ у розлогих дослідженнях, таких як WHI, і в 2006 році Товариство досліджень жіночого здоров'я заснувало Організацію з вивчення статевих відмінностей та журнал Biology of Sex Differences для подальшого вивчення статевих відмінностей.

#### Жінки в клінічних дослідженнях
Зміни в способі досліджень після Нюрнберзького процесу (1946) призвели до захисту груп, які вважали вразливими. Жінок розглядали такими через цінність їх репродуктивної функції. Це призвело до виключення жінок з клінічних випробувань. В 1977 році у відповідь на трагедії, спричинені талідомідом та діетилстильбестролом, Управління з контролю за продуктами та ліками США заборонило вагітним жінкам брати участь у клінічній терапії на ранніх стадіях випробувань. На практиці заборону часто застосовувалася дуже широко, щоб виключити всіх жінок. Жінок, принаймні репродуктивного віку, також визнали непридатними для досліджень через гормональні зміни під час менструального циклу.
Однак дослідження продемонстрували значні біологічні відмінності між статями у рівнях сприйнятливості, симптомах та реакції на лікування у багатьох основних галузях здоров'я, зокрема в захворюваннях серця та деяких видах раку. Це становить загрозу для застосування доказової медицини серед жінок і компрометує надання допомоги як жінкам, так і чоловікам.
Зростаюча увага до прав жінок у США 1980-х зосереджувалась на тому, що багато препаратів, що призначають жінкам, насправді ніколи не тестувались для жінок репродуктивного віку. У 1993 р. Закон про активізацію національного інституту охорони здоров'я офіційно змінив політику США, вимагаючи включення жінок до клінічних випробувань ІІІ фази, що фінансуються NIH, кількість жінках у дослідженнях зросла.
Попри цей прогрес, жінки досі представлені недостатньо. У 2006 р. жінки становили менше 25 % учасниць клінічних випробувань, опублікованих у 2004 р. Подальше дослідження тих самих авторів через 5 років виявило мало доказів поліпшень. Інше дослідження виявило, що в клінічних випробуваннях із захворюваннями серця брало участь 10–47 % жінок, незважаючи на поширеність серцевих захворювань серед жінок. Рак легенів є основною причиною смерті від раку серед жінок, але хоча кількість жінок, які беруть участь у дослідженнях раку легенів, зростає, вони все ще мають набагато меншу ймовірність бути зарахованими, ніж чоловіки.
Однією з проблем оцінки прогресу в цій галузі є кількість клінічних досліджень, які або не повідомляють про стать суб'єктів, або не мають статистичної сили для виявлення гендерних відмінностей. Ці проблеми все ще були у 2014 році, і ще більше ускладнилися тим фактом, що більшість досліджень на тваринах також виключають самок або не враховують відмінності у статі. Наприклад, попри більшу частоту депресії серед жінок, менше половини досліджень на тваринах використовують самиць. Отже, низка фінансових установ та наукових журналів просять вчених чітко розглянути питання статі у своїх дослідженнях. Пропонується, щоб наукові журнали вимагали документування вимог до статі під час звітування про підсумки досліджень на тваринах. Вони також припускають, що роль медичних організацій полягає в тому, щоби заохочувати жінок брати участь у клінічних дослідженнях.
Пов'язаною проблемою є включення вагітних жінок у клінічні дослідження. Оскільки інші хвороби можуть існувати одночасно з вагітністю, необхідна інформація про реакцію та ефективність втручань під час вагітності, але етичні питання щодо плоду роблять це більш складним. Ця дискримінація частково компенсується ініціацією широкомасштабних епідеміологічних досліджень жінок, таких як Дослідження здоров'я медсестер (1976), Ініціатива жіночого здоров'я та Дослідження здоров'я чорних жінок.
При цьому щодо жінок виявлено факти жорстокого поводження в дослідженнях охорони здоров'я. Наприклад, в Досліді Картрайта в Новій Зеландії (1988) дослідження феміністичних журналісток показали, що жінки з аномаліями шийки матки не отримували лікування в рамках експерименту: жінкам не повідомили про відхилення від норми, через що вони померли.

## Статеве та сексуальне здоров'я
Жінки стикаються з багатьма унікальними проблемами здоров'я, пов'язаними з їх репродукцією та сексуальністю: це третина всіх проблем зі здоров'ям у жінок репродуктивного віку (15-44 роки), серед яких небезпечний секс є основним фактором ризику, особливо в країнах, що розвиваються (див. Дитячі шлюби, Сексуальне насильство у ПАР, Сухий секс). Вагітність, пологи та догляд за дітьми разом з допологовим та перинатальним доглядом, грудне вигодовування завдають значної шкоди жіночому організму. Багато проблем, з якими стикаються жінки та дівчата в регіонах з бідними ресурсами та нерозвинутими інституціями, відносно невідомі в розвинених країнах, наприклад, калічення жіночих геніталій, лесбофобні зґвалтування, менструальні табу.

### Менструальне здоров'я

Симптоми менопаузи

Менструальні цикли можуть створювати значні проблеми в репродуктивному віці (з пубертату до 50+ років). Фізіологічні зміни (зокрема, передменструальний синдром, менопауза, менструальні розлади), а також їх соціальна стигматизація та проблеми з доступом до засобів менструальної гігієни позначаються на фізичному та психічному здоров'ї жінок.
Менархе буває травматичним через брак сексуальної освіти, зокрема, в культурах, де менструація вважається нечистою чи гріховною через вірування й стереотипи (менструальні табу) і призводить до соціальної ізоляції жінок та дівчат соціумом.
Брак доступу до засобів менструальної гігієни (прокладки, тампони, менструальні чаші), вартість яких є окремою статтею регулярних витрат, особливо гострий серед бідних жінок, обмежує їх соціальне життя та є перешкодою для кар'єри. В країнах, що розвиваються, менструація перешкоджає освіті дівчат. З проблемою активно борються, зокрема, її висвітлює День менструальної гігієни.
Синдром токсичного шоку, повязаний з тампонами, є небезпечним станом з летальним ризиком.
Ендометріоз та кісти яєчників вражають жінок різного віку незалежно від сексуального життя та кількості вагітностей та пологів.
Не менш складними є фізіологічні та психічні зміни, пов'язані з менопаузою. Зміни гормональної активності яєчників та гіпофіза викликають системні симптоми, такі як припливи, брак вагінального секрету, ламкість кісток та схильність до остеопорозу, старіння шкіри. Передчасна менопауза (через захворювання або внаслідок медичного чи хірургічного втручання) має серйозніші несприятливі наслідки. Менопаузу також оточує соціальний тиск через символіку втрати родючості, стигматизацію жіночого старіння та втрату сексуальної привабливості для чоловіків, що позначається на психічному благополуччі жінок.

### Інфекції, що передаються статевим шляхом
Важливими проблемами сексуального здоров'я жінок є інфекції, що передаються статевим шляхом. У всьому світі жінки та дівчата мають більший ризик ВІЛ/СНІДу через сексуальне насильство проти жінок та бідність (ускладнює доступ до контрацепції). ІПСШ, у свою чергу, пов'язані з небезпечною сексуальною активністю, яка часто є зґвалтуванням.
Хламідіоз та гонорея є важливими причинами запальних захворювань жіночих геніталій та подальшого безпліддя. Інший важливий наслідок деяких ІПСШ, таких як генітальний герпес та сифіліс, втричі збільшує ризик зараження ВІЛ, а також може впливати на його прогресування.
ІПСШ є глобальним пріоритетом охорони здоров'я, оскільки вони мають серйозні наслідки для жінок та немовлят. Передача ІПСШ від матері дитині може призводити до мертвонародження, смерті новонароджених, низької ваги та недоношеності, сепсису, пневмонії, кон'юнктивіту новонароджених та вроджених деформацій. Сифіліс під час вагітності призводить до понад 300 000 смертей плоду та новонароджених на рік та 215 000 немовлят з підвищеним ризиком смерті від недоношеності, низької ваги або вроджених захворювань.

### Раки жіночої репродуктивної системи
На початку ХХ століття смерть від раку матки (тіла матки та шийки матки) була основною причиною смерті від раку жінок, які тоді помирали від раку частіше за чоловіків. Надалі смертність від раку матки зменшувалась, в першу чергу через зниження рівня смертності від РШМ після винайдення скринінгового тесту Папаніколау. Це призвело до загального зменшення кількості випадків смертності від раку у жінок між 1940-ми і у 1970-х. До 1950-х зменшення раку матки залишило рак молочної залози головною причиною смерті від раку, доки його не наздогнав рак легенів у 1980-х.

#### Рак молочної залози
Рак молочної залози — другий за поширеністю рак у світі (25 % усіх видів раку) та найрозповсюдженіший рак серед жінок. Входить до десятки найпоширеніших хронічних захворювань жінок і суттєво сприяє втраті якості життя. 2016 року рак молочної залози був найпоширенішим діагностованим раком серед жінок як у розвинутих, так і в країнах, що розвиваються (майже 30 % усіх випадків захворювання).

#### Рак шийки матки
Четвертий найпоширеніший вид раку серед жінок, особливо з нижчим соціально-економічним статусом. У країнах, що розвиваються, на рак шийки матки припадає 12 % випадків раку серед жінок і він є другою провідною причиною смерті. Найбільша захворюваність спостерігається у Східній Африці та середній Африці. Рівень летальності у 52 % також вищий у країнах, що розвиваються, ніж у розвинених країнах (43 %), а рівень смертності варіюється в 18 разів між регіонами світу.
Рак шийки матки спричиняє вірус папіломи людини (ВПЛ), який також є причиною раку вульви, вагіни, ануса та ротоглотки. Цей вірує с однією з найпоширеніших інфекцій, що передаються статевим шляхом, ним інфіковані майже 300 мільйонів жінок у всьому світі. 5 % з 13 мільйонів нових випадків раку у світі приписуються ВПЛ. Програма вакцини проти ВПЛ доступна у 45 країнах. Якщо застосувати глобально вакцинацію проти ВПЛ (70 % охоплення), це може врятувати життя 4 мільйонів жінок від раку шийки матки, оскільки більшість випадків трапляється в країнах, що розвиваються.

#### Рак яєчників
Рак яєчників, основна причина смертності від раку репродуктивних органів та 5-та найпоширеніша причина смертності від раку у жінок у США, не має ефективної скринінгової програми і є переважно захворюванням жінок у промислово розвинених країнах. Оскільки на ранніх стадіях він у більшості випадків протікає безсимптомно, понад 50 % жінок до встановлення діагнозу мають рак III стадії або вище (поширюється за межі яєчників), і поганий прогноз.

## Репродуктивне здоров'я

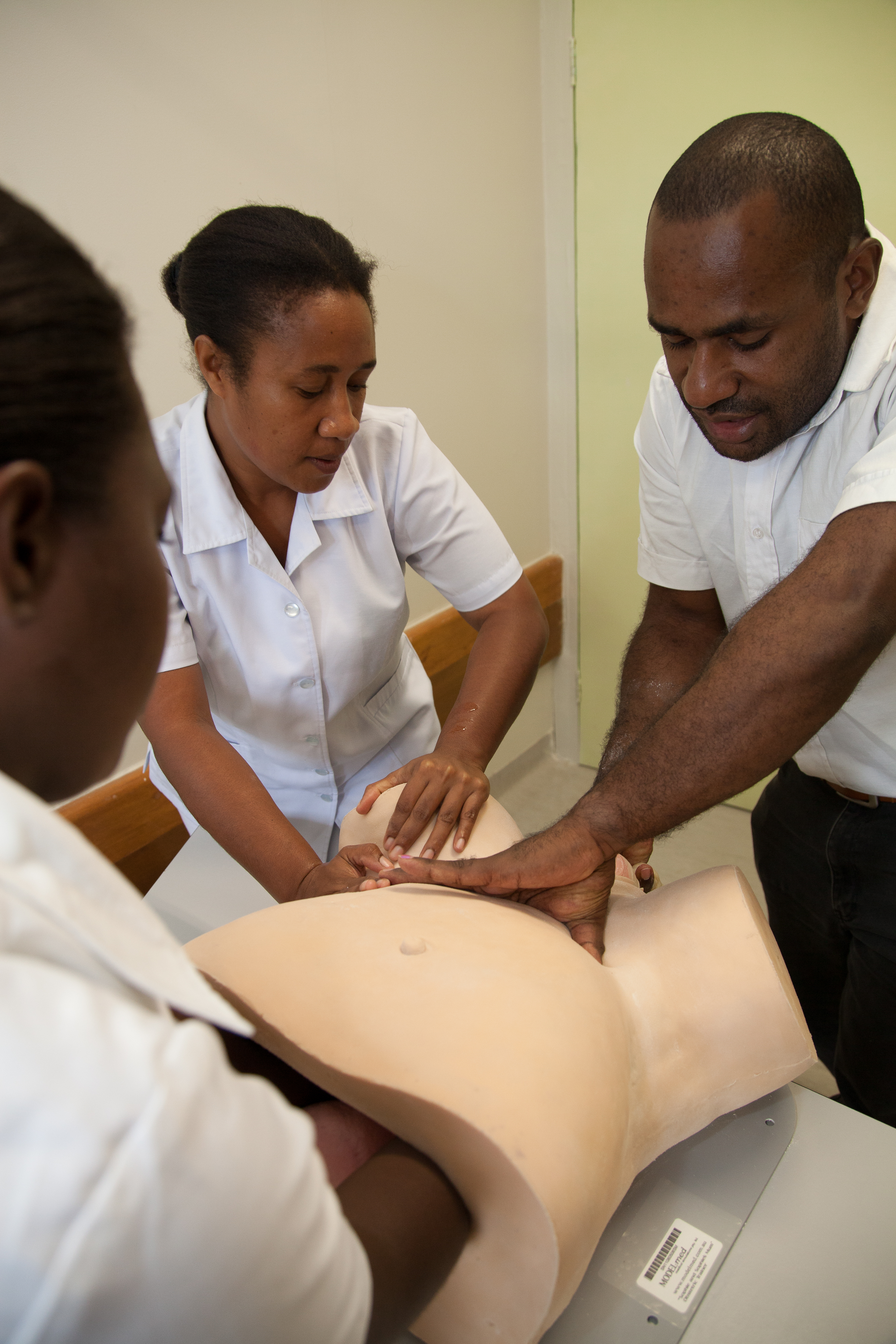
Навчання акушерок у Папуа-Новій Гвінеї

Включає розлади та захворювання жінок, пов'язані з рішенням або вимушеною необхідністю вагітніти та народжувати.
ВООЗ описує післяпологовий період як найбільш критичний і водночас найбільш занедбаний етап у житті матерів і немовлят. Більшість смертей матерів і новонароджених припадає на післяпологовий період. Через 2 до 6 тижнів після пологів 87—94 % жінок повідомляють про принаймні одну проблему зі здоров'ям. Про тривалі проблеми зі здоров'ям (зберігаються після півроку по пологах) повідомляють 31 % жінок.
Вагітність становить значний ризик для здоров'я навіть у розвинених країнах, незважаючи на досягнення в акушерській науці та практиці. Материнська смертність залишається головною проблемою у світовому здоров'ї та вважається одним з основних чинників для оцінки якості систем охорони здоров'я.
Підліткова вагітність є особливою проблемою, незалежно від того, бажана вона чи ні. Вагітність серйозно змінює життя дівчини фізично, емоційно, соціально та економічно і ставить під загрозу її дорослішання та розвиток. До підліткових вагітностей найчастіше призводять сексуальне насильство і зловживання, відсутність у дівчини вибору (як-от при дитячих шлюбах та інших формах педофілії, зокрема, інцестної).

### Контрацепція та планування сім'ї
Здатність регулювати власні репродуктивні плани життєво необхідна для безпеки та здоров'я жінок. Сучасна контрацепція захищає жінок та дівчат різного віку від ранньої, небажаної чи небезпечної для організму вагітності. Належний доступ до контрацепції обмежує багатоплідну вагітність, зменшує потребу в абортах, зокрема, небезпечних, і материнську й дитячу смертність та захворюваність. Деякі бар'єрні контрацептиви, такі як презервативи, також знижують ризик ІПСШ та ВІЛ. Доступ до контрацепції дозволяє жінкам свідомо регулювати своє репродуктивне та сексуальне здоров'я, збільшує інтеграцію в освіті, кар'єрі та громадському житті. На суспільному рівні доступ до контрацепції є ключовим фактором контролю приросту населення, що має наслідки для економіки, навколишнього середовища та регіонального розвитку. ООН розглядає доступ до контрацепції як право людини, ключове для гендерної рівності та розширення прав і можливостей жінок, що рятує життя та зменшує бідність.
У залишаються значні перешкоди для доступу до контрацепції. Сюди входять законодавчі, адміністративні, культурні, релігійні та економічні бар'єри, крім тих, що стосуються доступу та якості медичних послуг, тиск з боку сім'ї та когнітивні бар'єри (відсутність знань). Навіть у розвинутих регіонах багато жінок, особливо ті, що перебувають у важкому становищі, стикаються зі значними труднощами у доступі (фінансовими, географічними, релігійною та політичною дискримінацією). Активістки проводили кампанії проти небезпечних форм контрацепції, таких як дефектні внутрішньоматкові пристрої, особливо Щит Далкона.
У багатьох частинах світу доступ до контрацепції та планування сім'ї дуже складний або взагалі відсутній, і навіть у розвинених країнах культурні та релігійні традиції створюють бар'єри для жіночих репродуктивних прав. Хоча глобальне використання контрацептивів становить близько 55 %, в Африці воно може складати до 25 %. У всьому світі 222 мільйони жінок не мають доступу до контрацепції або він обмежений (і ці дані включають тільки жінок від 15 до 49 років, які перебувають у шлюбі або союзі, виключаючи потреби в контрацепції всіх інших жінок та дівчат, які є або можуть бути сексуально активними і мають загрозу вагітності).

### Небезпечні аборти

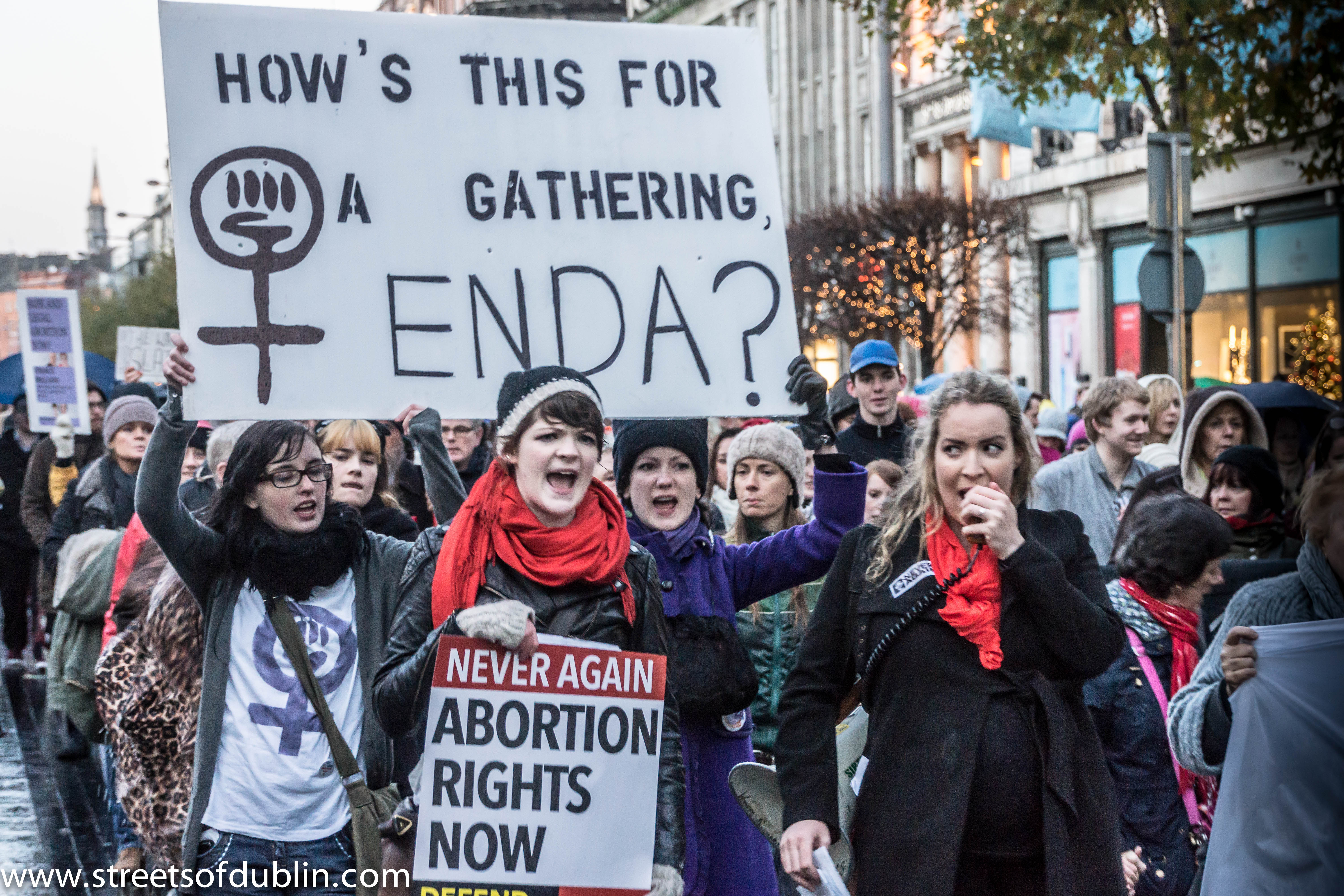
Демонстрантки вимагають права на аборти, Дублін, 2012

Аборти, тобто медичне переривання вагітності, тісно пов'язані з контрацепцією як форма контролю жінок та регулювання відтворення, і часто на них поширюються подібні культурні, релігійні, законодавчі та економічні обмеження. Проте там, де доступ до контрацепції обмежений, жінки зазвичай і звертаються до аборту. Тому рівень абортів використовується для оцінки незадоволених потреб у контрацепції. Однак наявні процедури несли великий ризик для жінок протягом більшої частини історії, як і досі у країнах, що розвиваються, або там, де законодавчі обмеження змушують жінок шукати підпільних закладів. Ці проблеми є частим предметом політичних та феміністичних кампаній, де відстоюють здоров'я жінок проти моральних цінностей (див. Полеміка щодо аборту).
2005 року у світі сталося 87 мільйонів небажаних вагітностей, з них 46 мільйонів перервали абортами, з яких 18 мільйонів вважалися небезпечними, що призвело до 68 000 смертей. Більшість із цих смертей сталася в країнах, що розвиваються. За даними ООН, їх можна уникнути завдяки доступу до безпечного аборту. У 2010—2014 роки на 1000 жінок 15–44 років викрнувалося 35 абортів (56 мільйонів абортів на рік). ООН підготувала рекомендації для медперсоналу щодо надання доступніших та безпечніших медичних послуг щодо абортів та після абортів. Невід'ємна частина допомоги після аборту передбачає забезпечення належної контрацепції.

### Материнська смертність

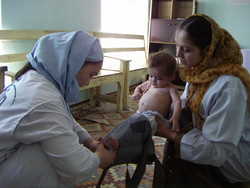
Клініка материнського здоров'я в Афганістані

У 2013 році через причини, пов'язані з вагітністю, у світі померли біля 289 000 жінок (800 на день) з великими відмінностями між розвиненими країнами та країнами, що розвиваються. Західні країни щорічно звітують та оглядають материнську смертність. Тим не менш, з 1987 по 2011 роками смертність у США зросла з 7,2 до 17,8 смертей на 100 000 живонароджень. Натомість у решті світу показники до 1000: найвищі в Субсахарській Африці та Південній Азії (86 % смертей). Ці смерті рідко розслідують, однак за оцінками ВООЗ 99 % цих смертей, більшість з яких настає протягом 24 годин після пологів, можна було б попередити, якби існувала відповідна інфраструктура, навчання та обладнання.
Прямими причинами смерті жінок є акушерські кровотечі, еклампсія, перешкоджання пологам, сепсис та некваліфікований аборт. Малярія та СНІД ускладнюють вагітність. У період 2003—2009 рр. кровотеча була основною причиною смерті: 27 % смертей у країнах, що розвиваються, і 16 % у розвинених країнах. Нерепродуктивне здоров'я лишається важливим предиктором. У США основними причинами смерті є серцево-судинні захворювання (15 % смертей), ендокринні, дихальні та шлунково-кишкові розлади, інфекції, крововиливи та гіпертонічні розлади вагітності.

У бідних країнах ситуація додатково погіршується бідністю та несприятливими економічними факторами, які впливають на дороги, заклади охорони здоров'я, обладнання та матеріали, нестачу кваліфікованого персоналу. Також впливають культурне ставлення до сексуальності, контрацепції, сексуального насильства, дитячих шлюбів, домашніх пологів та здатності розпізнавати надзвичайні ситуації.

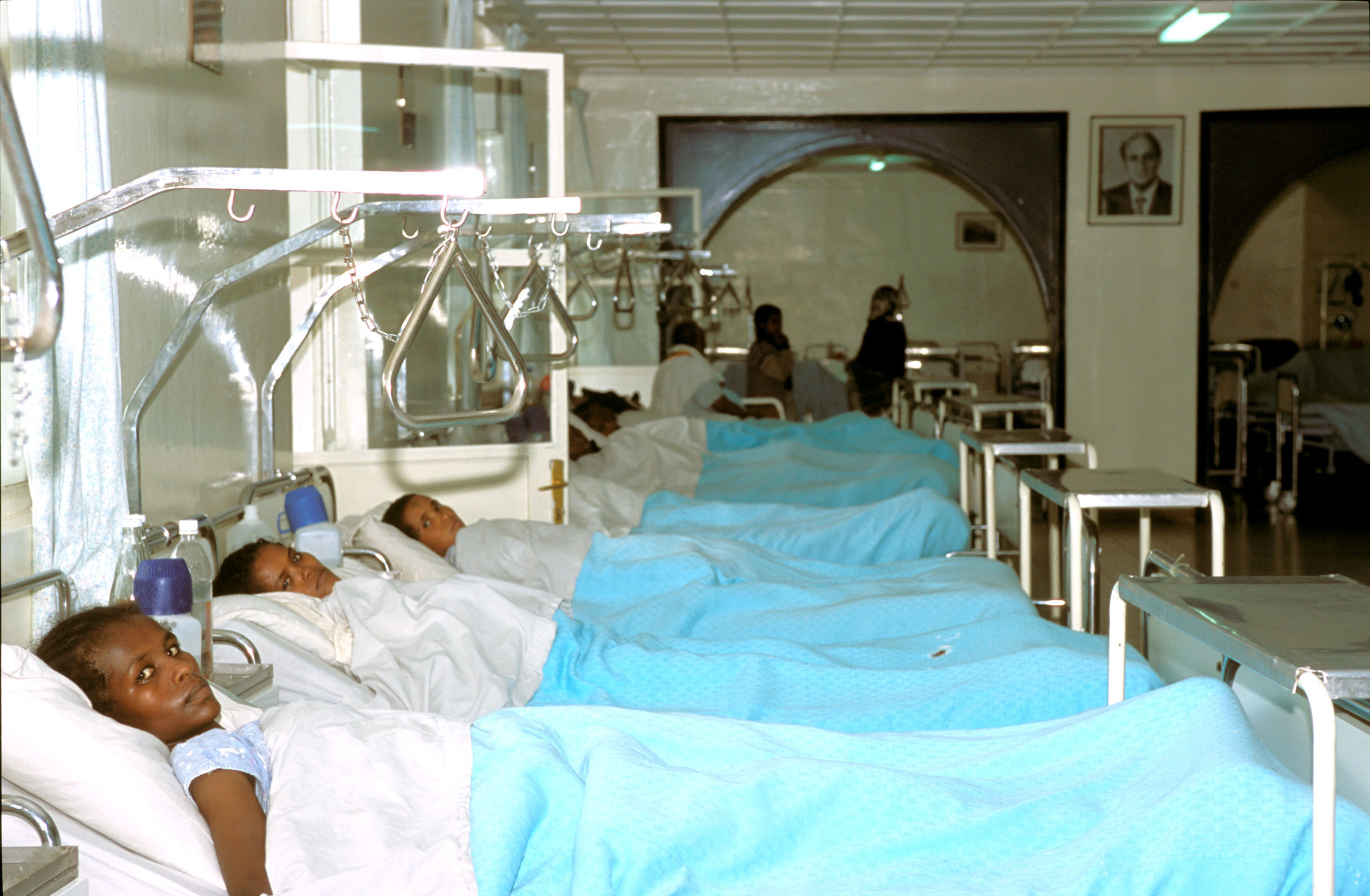
Пацієнтки в ефіопській лікарні

У 2000 році ООН створила Ціль розвитку тисячоліття 5 для поліпшення материнського здоров'я. Планувалося зменшити материнську смертність на 3\4 з 1990 по 2015. Було досягнуто найменшого прогресу серед усіх ЦРТ, зменшивши смерті лише на 45 %. Найвищі показники все ще були в Африці та Азії, найбільше падіння в Південній Азії — на 64 %. Найменший спад (на 37 %) у розвинених країнах. Ризики смерті під час вагітності в країнах, що розвиваються, залишились в 14 разів вищими, ніж у розвинених країнах, а в Африці на південь від Сахари ризик у 175 разів вищий.
Поліпшення стану здоров'я вагітних та породіль, на додаток до професійної допомоги при пологах, потребує рутинної допологової допомоги, базової екстреної акушерської допомоги, зокрема наявність антибіотиків, окситоцину, протисудомних засобів, можливість ручного видалення затриманої плаценти, проведення інструментальних пологів та післяпологового догляду. Досліджено, що найдієвішими є програми з освіти пацієнток та громад, пренатальної допомоги, екстреного акушерства (зокрема доступ до кесаревих розтинів) та транспорту. Як і в цілому щодо жіночого здоров'я, рішення вимагає масштабу, що охоплює багато інших цілей ЦРТ, таких як бідність та статус. З огляду на те, що більшість смертей відбувається в безпосередній внутрішньо-пологовий період, рекомендується проводити внутрішньо-пологовий догляд. Нові вказівки щодо допологової допомоги були видані ВООЗ у листопаді 2016 року. В рамках кампанії «Цілі сталого розвитку» встановлено нові показники на 2030 рік. Материнське здоров'я відображено в цілі 3 «Здоров'я», метою є зменшення загального коефіцієнта материнської смертності до менш ніж 70. Серед засобів Контрольний список ВООЗ щодо безпечних пологів.

### Ускладнення вагітності та пологів
На додаток до смерті під час вагітності та пологів, вагітність та пологи можуть призвести до багатьох нелетальних проблем зі здоров'ям. У всьому світі ускладнення вагітності значно перевищують материнську смертність, за оцінками, 9,5 млн випадків захворювань, пов'язаних з вагітністю, і 1,4 млн майже пропущених (виживання від важких ускладнень, що загрожують життю). Ускладнення вагітності можуть бути фізичними, психічними, економічними та соціальними. За підрахунками, у 10–20 мільйонів жінок щороку виникатимуть фізичні або психічні вади, спричинені ускладненнями вагяду на це міжнародні агентства розробили стандарти акушерської допомоги.
Серед порушень перебігу вагітності, а також захворювань, викликаних вагітністю або тих, які вона погіршує:
- Абдомінальна вагітність[en]
- Акушерська кровотеча
- Акушерська фістула
- Анемія
- Багатоводдя[en]
- Блювота вагітності[en]
- Викидень
- Відшарування плаценти[en]
- Гестаційний пемфігоїд[en]
- Гестаційний цукровий діабет
- Гестоз
- Гіпертонія вагітності[en]
- Гіперкоагуляція вагітності[en]
- Гіпотиреоз
- Гострий жировий гепатоз вагітності[en]
- Дистоція плеча[en]
- Дугоподібна матка[en]
- Емболія навколоплідними водами[en]
- Епілептичний приступ
- Завмерла вагітність
- Запізнілі пологи[en]
- Затримка розвитку плоду[en]
- Істміко-цервікальна недостатність
- Маловоддя[en]
- Молярна вагітність[en]
- Тромбоз глибоких вен та легенева тромбоемболія
- Передлежання плаценти
- Передчасний розрив плодових оболонок[en]
- Передчасні пологи
- Перинатальна кардіоміопатія[en]
- Перинатальні інфекції
- Периферійний неврит вагітності
- Післяпологова інфекція (Пологова гарячка)
- Післяпологова депресія та психоз[en]
- Післяпологова кровотеча[en]
- Плодово-материнська кровотеча[en]
- Позаматкова вагітність
- Поліморфний висип вагітності[en]
- Прееклампсія та еклампсія
- Пруріґо вагітності[en]
- Приростання плаценти
- Резус-конфлікт
- Розрив матки[en]
- Розрив промежини[en]
- Смерть плоду
- Тазове передлежання[en] плода
- Тазовий біль вагітності[en]
- Трофобластична хвороба вагітності[en]
- Холестаз вагітності[en]
- Цефалотазова диспропорція[en]
- HELLP-синдром[en]

ВООЗ описує післяпологовий період як найбільш критичний і водночас найбільш занедбаний етап у житті матерів і немовлят. Більшість смертей матерів і новонароджених припадає на післяпологовий період. Через 2 до 6 тижнів після пологів 87—94 % жінок повідомляють про принаймні одну проблему зі здоров'ям. Про тривалі проблеми зі здоров'ям (зберігаються після півроку по пологах) повідомляють 31 % жінок.
- Посттравматичний стресовий розлад, пов'язаний з пологами: симтоми ПТСР є звичайними після 24–30,1 % пологів[61] через 6 тижнів і 13,6 % через 6 місяців.[62] При ускладненнях пологів (мертвонародження, багатоплідність, акушерське насильство, після жіночого обрізання) показники ПТСР зростають.[61]
- Післяпологові інфекції (пологова гарячка) — будь-які бактерійні інфекції жіночих репродуктивних шляхів після пологів або викидня. Зазвичай стається після перших 24 годин і впродовж перших 10 днів після пологів. Гарячка може тривати понад 8 днів (тяжкі форми ендометритів, запалення тазової очеревини та клітковини, вен, загальні септичні захворювання).
- Перинатальна кардіоміопатія (порушення функцій серця, яке виникає в останній місяць вагітності або до 6 місяців після пологів) підвищує ризик застійної серцевої недостатності, серцевих аритмій, тромбоемболії та зупинки серця[63].
- Розрив промежини — виникає у 85 % випадків вагінальних пологів.[64] Через 6 місяців після пологів 21 % жінок все ще повідомляють про біль у промежині[45], а 11–49 % про сексуальні проблеми або диспареунію[45].
- Акушерська фістула — утворення отвору в родових шляхах внаслідок пологів, зазвичай після тривалих ускладнених[65][66]: між вагіною і прямою кишкою, сечоводом або сечовим міхуром.[66][67] Може призвести до нетримання сечі і/або калу. Можна запобігти своєчасним кесаревим розтином[66].
- Післяпологовий тиреоїдит — тиреоїдит після вагітності[68], може включати гіпертиреоз, гіпотиреоз або обидва ці стани, але з послідовним перебігом. Вражає приблизно 5 % усіх жінок впродовж 1 року після пологів.
- Пролапс органів малого тазу: матка, сечовий міхур або пряма кишка опускаються нижче тазу, створюючи опуклість у вагіні. Приблизно у 50% всіх жінок, які народили, спостерігається певний ступінь пролапсу тазових органів, найчастіше у літньому віці і/або в менопаузі.[69]
- Нетримання сечі та калу пов'язують із усіма методами пологів: нетримання сечі через 6 місяців після пологів вражає 3-7 % жінок, нетримання калу — 1-3 %.[45]
- Діастаз прямих м'язів живота[70] — розходження чи розрив сторін прямого м'яза живота, який може виникнути в антенатальному і післяпологовому періодах.[70] Стан нелетальний.[71]
- Післяпологовий мастит — запалення молочної залози, пов'язане з грудним вигодовуванням, вражає впродовж кількох перших місяців після пологів,[72] може ускладнюватись абсцесом.[73]

#### Післяпологова депресія та ПТСР
Вражає до 20 % жінок будь-коли під час вагітності або впродовж 4 тижнів після пологів. Без лікування може тривати місяцями або роками, призводити до суїциду та вбивства немовлят. У 38 % випадків післяпологової депресії жінки все ще перебувають у такому стані через 3 роки після пологів. У 0,2 % жінок післяпологова депресія призводить до післяпологового психозу.

### Безпліддя та репродуктивні технології
У США безпліддям страждає 1,5 мільйона пар. Багато з них шукають допоміжних репродуктивних технологій. Однак приблизно половина вагітностей ЕКО призводить до пологів з багатопліддям, що загрожують збільшенням захворюваності та смертності матері та немовляти. Серед причин — підвищення артеріального тиску у вагітної, передчасні пологи та низька вага.

## Нерепродуктивне здоров'я
Жінки мають відмінний від чоловічого досвід тих самих захворювань, особливо серцево-судинних, раку, депресії та деменції. Жінки більше схильні до інфекцій сечових шляхів.

### Анемія
Анемія є глобальною проблемою здоров'я жінок. До 30 % жінок виявляються анемічними та 42 % вагітних. Анемія пов'язана з низкою несприятливих наслідків для здоров'я, включаючи поганий результат вагітності та порушення когнітивних функцій (зниження зосередження уваги). Основною причиною анемії є нестача заліза. У США залізодефіцитною анемією страждає 37 % вагітних, але у всьому світі поширеність досягає 80 %. Це починається в підлітковому віці, від надмірної менструальної крововтрати та неоптимальним споживанням їжі. У дорослої жінки вагітність призводить до подальшого виснаження заліза.

### Серцево-судинні захворювання
Серцево-судинні захворювання є основною причиною смерті (30 %) серед жінок у США та основною причиною хронічних захворювань. Частота інсульту у жінок до 80 років менша, ніж у чоловіків, але вища у жінок після 80. Загалом ризик розвитку інсульту у жінок перевищує ризик інсульту у чоловіків. Ризик серцево-судинних захворювань серед хворих на діабет та серед курців вищий у жінок. Багато аспектів серцево-судинних захворювань різняться у жінок та чоловіків, включаючи фактори ризику, поширеність, фізіологію, симптоми, реакцію на втручання та результат.

### Рак легенів
Жінки мають приблизно однаковий ризик смерті від раку з чоловіками: приблизно 25% усіх смертей (рак є другою з причин смерті). Однак відносна частота різних видів раку у жінок відмінна. У США найпоширенішими видами раку жінок у 2012 році були рак легенів, молочної залози та колоректальний. Крім того, важкими за порядком важливості є рак яєчників, матки (зокрема рак ендометрію та шийки матки). Подібні цифри були зареєстровані в 2016 р. Нещодавно рівень смертності від раку легенів почав знижуватися, оскільки вживання тютюну скорочується, у жінок зменшився на 19 % (менше, ніж у чоловіків). Зараз усі три типи раку (легені, молочної залози, матки) знижуються за рівнем смертності, але щороку більше жінок помирає від раку легенів, ніж від раку молочної залози, яєчників та матки разом. В цілому близько 20 % людей, у яких виявлено рак легенів, ніколи не палять, проте серед жінок, котрі не палять, ризик розвитку раку легенів утричі більший, ніж серед чоловіків, які ніколи не палили.

### Психічне здоров'я
Майже 25 % жінок стикаються з проблемами психічного здоров'я протягом життя. Жінки більш схильні до тривоги, депресії, психосоматичних скарг. Більшість випадків харчових розладів (нервової анорексії та булімії зокрема) вражає жінок.
У США жінки страждають на депресію вдвічі частіше за чоловіківм (економічні витрати на депресію у американок оцінюються в 20 мільярдів доларів щороку). Ризики депресії у жінок пов'язані з гормональними змінами, включаючи пубертат, менструацію, вагітність, пологи та менопаузу, а також з глобальною нерівністю та насильством проти жінок. Особливо небезпечною є післяпологова депресія. Крім цього, жінки метаболізують препарати, які застосовуються для лікування депресії, інакше, ніж чоловіки. Попри все це, лише менше половини досліджень на тваринах (клінічних випробувань антидепресантів зокрема) використовують самиць. Частота самогубств у жінок менша, ніж у чоловіків (<1 % проти 2,4 %), але є основною причиною смерті жінок у віці до 60 років. У Великій Британії створено робочу групу з питань психічного здоров'я жінок, спрямовану на усунення відмінностей у досвіді психічного здоров'я та потребах жінок та чоловіків.

### Аутоімунні порушення
Аутоімунний тиреоїдит у 4 рази частіше вражає жінок, ніж чоловіків.

### Остеопороз
Остеопороз посідає 6 місце серед хронічних захворювань жінок у США, із загальною поширеністю 18 % та значно вищим показником стегнової, шийної та поперекової частин хребта серед жінок (16 %), ніж серед чоловіків (4 %). Остеопороз є фактором ризику перелому кісток, і близько 20 % людей похилого віку, які перенесли перелом стегна, помирають протягом року. Гендерний розрив в остеопорозі в основному є результатом зниження рівня естрогену у жінок після менопаузи, що значно підвищує крихкість кісток.

### Хвороба Альцгеймера
Поширеність хвороби Альцгеймера в США оцінюється у 5,1 мільйона випадків, з яких дві третини — жінки. Крім того, жінки набагато частіше за чоловіків доглядають за дорослими членами сім'ї з деменцією, тому вони несуть як ризики, так і тягар цієї хвороби. Ризик розвитку хвороби Альцгеймера у жінок протягом усього життя вдвічі перевищує ризик чоловіків. Частина цієї різниці може бути пов'язана із тривалістю життя, але зміна гормонального статусу протягом життя також може відігравати важливу роль, як і різниця в експресії генів. Смертність від деменції у жінок вища (4,5 % смертей проти 2,0 % чоловіків).

## Насильство проти жінок
Жінки страждають від структурного насильства, переносячи його, до того ж, інакше, ніж чоловіки. За ООН, насильством проти жінок є "будь-який акт гендерного насильства, що спричиняє або може спричинити фізичну, сексуальну чи психічну шкоду або страждання жінкам, включаючи загрози таких актів, примус або свавільне позбавлення волі". (Декларація про ліквідацію насильства щодо жінок, 1993 р.)
Насильство проти жінок здійснюється щодо жінок всіх вікових категорій в фізичній (феміцид: селективні аборти, убивства честі, каро-карі; домашнє насильство: спалення наречених, обливання кислотою), сексуальне (секс-торгівля дівчатами та жінками, зґвалтування, домагання, дитячі шлюби, жіноче обрізання, геноцидні зґвалтування), економічне, емоційне та психологічне (аб'юзивні стосунки). Структурне насильство може бути вбудоване в законодавство чи політику або бути систематичною мізогінією організацій щодо груп жінок. Особисте насильств здійснюють державні суб'єкти, незнайомі чоловіки, знайомі, родичі та інтимні партнери. Насильство варіює від дискримінації, до переслідування, статевих злочинів, нанесення фізичної шкоди або вбивства. Навіть нелетальне насильство проти жінок має серйозні наслідки для їх фізичного, психічного та репродуктивного здоров'я і розглядається не як поодинокі події, а як систематична модель поведінки, яка одночасно порушує права жінок і обмежує їхню роль у суспільстві, тому вимагає системного підходу.
За пірахунками ВООЗ, 35 % жінок у світі зазнали фізичного або сексуального насильства протягом життя, і найпоширенішою ситуацією є насильство з боку інтимних партнерів. 30 % жінок у стосунках повідомляють про такий досвід, а 38 % вбивств жінок вчинили інтимні партнери. Ці показники можуть досягати 70 % у деяких регіонах. Фактори ризику охоплюють гендерну нерівність, досвід насильства з боку батьків, жорстоке поводження в дитинстві, низькі освітні досягнення та культурні установки, що дозволяють вважати насильство прийнятним.
На засіданні 1996 року ВООЗ оголосила насильство проти жінок глобальним пріоритетом у галузі охорони здоров'я, спираючись як на Декларацію ООН про ліквідацію насильства проти жінок (1993) і на рекомендації Міжнародної конференції з народонаселення та розвитку (Каїр, 1994) та четвертої Всесвітньої конференції з питань жінок (Пекін, 1995). ООН включила Декларацію у план дій, коли Генасамблея у вересні 2000 р. ухвалила Декларацію тисячоліття, в якій було вирішено, зокрема, "боротьбу з усіма формами насильства проти жінок та імплементацію Конвенції про заперечення всіх форм дискримінації жінок". Однією з цілей Тисячоліття (ЦРТ 3) було сприяння гендерній рівності та розширення прав і можливостей жінок, які прагнули усунути всі форми насильства проти жінок, а також запровадити КЛДЖ. Це означає, що усунення насильства, зокрема дискримінації, є необхідною умовою для досягнення всіх інших цілей щодо поліпшення здоров'я жінок.
За даними ООН Жінки, насильство проти жінок «коріниться на основі гендерної дискримінації та соціальних норм та гендерних стереотипів, що продовжують таке насильство», і виступають за перехід від підтримки постраждалих до профілактики шляхом усунення корінних та структурних причин. Вони рекомендують програми, які починаються з раннього дитинства і спрямовані на чоловіків та жінок для сприяння повазі та рівності, що часто не враховується в державній політиці. Ця стратегія передбачає широкі освітні та культурні зміни, а також реалізацію рекомендацій 57-ї сесії Комісії ООН зі статусу жінок (2013). У 2016 році Всесвітня асамблея охорони здоров'я прийняла план дій щодо боротьби з насильством проти жінок у всьому світі.

### Феміцид
- Селективні аборти
- Вбивства честі, каро-карі, спалення наречених, смерть за посаг
- Зниклі та вбиті жінки корінного населення

### Домашнє насильство
- Аб'юзивні стосунки, стелсинг, економічне насильство
- Обливання кислотою, бинтування ніг
- Жіночий прихисток, Стамбульська конвенція

### Сексуальне насильство
- Сексуальне рабство, торгівля жінками та дівчатами, проституція та порноіндустрія
- Сексуальне насильство над дітьми, дитяча проституція та порноіндустрія, розбещення неповнолітніх
- Геноцидні зґвалтування та воєнне сексуальне насильство
- Зґвалтування та сексуальне насильство, зокрема, у шлюбах, на побаченнях, в кампусах, з застосуванням наркотичних речовин
- Сексуальне насильство в Південно-Африканській Республіці, сексуальне насильство проти корінних американок
- Лесбофобні зґвалтування та інше насильство проти лесбійок і бісексуальних жінок та дівчат
- Примусова стерилізація, наприклад, стерилізація корінних американок

### Дитячі шлюби
Шлюби чи спільне проживання дітьми (людьми до 18 років) несуть значні ризики для дівчаток та дівчат.
Дитячі шлюби є прямим порушенням прав людини, оскільки вони передбачають зґвалтування (згоду на секс неспроможна дати дитина) та примусові шлюби. Дитячі вагітності несуть вищі медичні ризики як для вагітної, так і для плоду, багатоплідні вагітності та менший доступ до медичної допомоги. Вагітність є однією з основних причин смерті дівчат віком 15–19 років. Проти дівчат, які опинилися в шлюбі у ранньому віці, також частіше вчиняють домашнє насильство. Дитячі шлюби переривають освіту, означають втрату перспектив працевлаштування й економічного статусу, психічну травму, втрату нормального дитинства, емоційного дозрівання, соціальну ізоляцію.
2010 року підраховано, що 67 мільйонів дівчаток у віці 12 років були у шлюбі. У країнах, що розвиваються, третина дівчат перебувають у шлюбі до 15 років. Найпоширеніша ця практика в Південній Азії (48 % жінок) та Африці (42 %) та Латинській Америці та Карибському басейні (29 %). Найбільша поширеність у Західній Африці та на південь від Сахари. Відсоток дівчат, одружених до 18 років, сягає 75 % у таких країнах, як Нігер. Шлюб можуть укладати вже з народження, а дівчинку відправляють до чоловіка (що передбачає сексуальне життя) вже у 7 років.
Цю жорстоку практику підкріплюють ряд культурних факторів: гендерна нерівність, фінансова залежність жінок, брак доступу до освіти та професій для жінок та дівчат, що практично виключають їх можливість забезпечувати себе, традиції приданого, слабкі соціальні зв'язки та соціальний статус (і навпаки для чоловіків), уявлення про запобігання дошлюбному сексу, позашлюбним вагітностям та ІПСШ.
Міжнародні зусилля феміністичного руху, ООН та її установ, таких як Управління Верховного комісара з прав людини, ЮНФПА, ЮНІСЕФ та ВООЗ, спрямовані на боротьбу з цією практикою, внаслідок чого у багатьох країнах віковий ценз шлюбу обмежений 18 роками. Шлюби засуджують Конвенція про ліквідацію всіх форм дискримінації щодо жінок (стаття 16) та Загальна декларація прав людини. Припинення дитячих шлюбів до 2030 року є метою Цілі сталого розвитку 5 Рівність. Ознакою для цього буде відсоток жінок у віці 20–24 років, які одружились або перебувають у союзі до 18 років.

### Калічення жіночих геніталій

Типи жіночого обрізання

«Усі процедури, які передбачають часткове або повне видалення зовнішніх жіночих геніталій або інше пошкодження жіночих геніталій з немедичних причин» (ВООЗ) іноді називають жіночим обрізанням, хоча термін вводить в оману, оскільки не є аналогом обрізання крайньої плоті пеніса. Термін калічення прийнято, щоб підкреслити небезпечність процедури та її статус як порушення прав людини.
Кількість видаленої тканини значно варіюється, що змушує ВООЗ класифікувати операції: від часткового чи повного видалення голівки і капюшона клітора (кліторідектомія), видалення малих та великих статевих губ, звуження вагінального отвору з зашиванням решток статевих губ над уретрою з залишенням невеликого отвору для сечовипускання та менструацій (інфібуляція). Для статевого акту та пологів вульву в деяких випадках багаторазово розрізають та повторно зашивають. Короткотермінові наслідки обрізання включають крововиливи, інфекції, сепсис, смерть, довгострокові: ПТСР, диспареунію, дисменорею, вагініт та цистит, ускладнення вагітності та пологів.
Практика поширена в біля 30 країнах Африки, Близького Сходу та Азії. Її збереженню сприяють глибоко вкорінені гендерні стереотипи (уявлення про нечистоту здорових геніталій жінки та гріховність отримання нею сексуального задоволення) та нестача сексуальної освіти. Помилково вважається, що калічення вульви спряють гігієні, фертильності, збереженню цноти, шлюбності та посилюють сексуальне задоволення чоловіків (див. Сухий секс).
Законодавчі зусилля щодо заборони обрізання рідко були успішними, і найкращим підходом є освіта та розширення прав і можливостей та надання інформації про негативні наслідки для здоров'я, а також аспекти прав людини.

## Заходи з захисту

Цілі сталого розвитку ООН

Окрім вирішення гендерного розриву у наукових дослідженнях, низка країн зробили питання жіночого здоров'я предметом національних ініціатив. Наприклад, у 1991 р. Міністерство охорони здоров'я та соціальних служб США створило Управління з питань охорони здоров'я жінок (OWH) з метою поліпшення здоров'я жінок в Америці шляхом координації порядку денного в галузі охорони здоров'я в усьому Департаменті та інших відомствах. У 21 столітті Бюро зосередило свою увагу на жінках, які не працюють. Крім того, у 1994 році Центри з контролю та профілактики захворювань (CDC) створили власне Управління охорони здоров'я жінок (OWH), яке офіційно було затверджено Законом про доступну медичну допомогу 2010 року (ACA). На міжнародному рівні багато установ ООН, такі як Всесвітня організація охорони здоров'я, Фонд народонаселення ООН та ЮНІСЕФ, підтримують конкретні програми з охорони здоров'я жінок, здоров'я матері та дитини, сексуального та репродуктивного здоров'я. Крім того, глобальні цілі ООН вирішують багато питань, пов'язаних зі здоров'ям жінок, як прямо, так і опосередковано. Сюди входять Цілі розвитку тисячоліття 2000 року та їх наступниці — Цілі сталого розвитку, прийняті у вересні 2015 року після звіту про прогрес у досягненні ЦРТ (Звіт про цілі розвитку тисячоліття 2015). Наприклад, вісім цілей ЦРТ: викорінення крайньої бідності та голоду, досягнення загальної початкової освіти, сприяння гендерній рівності та розширення прав і можливостей жінок, зменшення рівня дитячої смертності, поліпшення здоров'я матерів, боротьба з ВІЛ/СНІД, малярією та іншими захворюваннями.